# Amerikanisch-samoanische Beachhandball-Nationalmannschaft der Junioren
Die amerikanisch-samoanische Beachhandball-Nationalmannschaft der Junioren repräsentiert die American Samoa Handball Association (ASHA) als Auswahlmannschaft auf internationaler Ebene bei Länderspielen im Beachhandball gegen Mannschaften anderer nationaler Verbände.
Als Überbau fungiert die A-Nationalmannschaft, das weibliche Pendant ist die Amerikanisch-samoanische Beachhandball-Nationalmannschaft der Juniorinnen.

## Geschichte
Nachdem Handball in Amerikanisch-Samoa seit 2014 auf Betreiben von Carl Sagapolutele Floor etabliert wurde. Dennoch dauerte es noch bis 2017, dass der Verband seine Bemühungen intensivierte. Floor legte den Schwerpunkt auch aufgrund fehlender Hallenkapazitäten schnell auf den Beachhandball. Das erste Turnier der Mannschaft wurden die erstmals ausgetragenen Junioren-Ozeanienmeisterschaften 2017 in Rarotonga auf den Cookinseln. Das erste Spiel trug Amerikanisch-Samoa gegen die Gastgeber aus. Während der erste Satz noch deutlich verloren ging, konnte der zweite Satz nahezu ausgeglichen gehalten werden und ging am Ende nur um einen Punkt verloren. Nach einer weiteren Niederlage gegen Australien, bei der ebenfalls der erste Satz deutlich, der zweite nur knapp verloren wurde, folgte am zweiten Tag ein klarer Sieg über Kiribati. Es sollte der einzige Sieg im Turnierverlauf bleiben, sicherte aber trotz einer weiteren Niederlagen gegen Neuseeland den Einzug in das Halbfinale. Dort scheiterte die Mannschaft ebenso an Australien, wie im Spiel um die Bronzemedaille an den Cookinseln, während die Mädchenmannschaft Amerikanisch-Samoas den Titel gewann.

## Teilnahmen
| Olympische Jugendspiele - 2018 (U 18): nicht qualifiziert - 2026 (U 18): | Junioren-Weltmeisterschaften - 2017 (U 17): nicht qualifiziert - 2022 (U 18): nicht qualifiziert | Junioren-Ozeanienmeisterschaften - 2017 (U 17): 4. - 2020: ausgefallen |

- JOM 2017 (U 17): Augustino Afoa • Tauasu Ho Ching • Thompson Aoao • Darren Koate (TW) • Emanual Lepou • Joshua Lutu • Valentine Misipati • Zarranathynan Liu Vaiula (TW)

## Trainer
| Cheftrainer - seit 2016: Carl Sagapolutele Floor | Co-Trainer/in - seit 2016: Joey Sagapolu |